# Stockoceros conklingi
Stockoceros conklingi (лат.) — вымерший вид парнокопытных семейства вилороговые. Эндемик Северной Америки. Типовой вид рода Stockoceros. Существовал в плейстоцене и раннем голоцене (1,8 млн лет — 11 700 лет назад). Известны с юго-запада Соединенных Штатов (Аризона) и из Мексики (Агуаскальентес, Идальго (штат) и Нуэво-Леон). Каждый из его рогов разделен у основания на два зубца примерно одинаковой длины.
Вид просуществовал до эпохи, когда палеоиндейцы достигли Северной Америки.